# Butiá (Rio Grande do Sul)
Butiá é um município brasileiro do estado do Rio Grande do Sul.

## História

### Descoberta de carvão mineral
A história de Butiá está ligada diretamente com a descoberta das primeiras jazidas de Carvão Mineral no Brasil. Por volta do ano de 1795 um anônimo soldado português, natural de Rio Pardo, que vagava pelo sítio do Curral Alto, encontrou as primeiras amostras de carvão mineral em solo nacional. Esta localidade hoje fica no município de Minas do Leão, antigo distrito de Butiá, emancipado em  1992.
Em 1807, a descoberta também foi atribuída à José Fonseca Souza e Pinto, que enviou amostras para o Rio de Janeiro. Dois anos mais tarde, em 1809 o Sr. Antônio Xavier de Azambuja, proprietário de terras próximo ao sítio do Curral Alto enviou amostras para o Rei Dom João VI, para definir estudos sobre a sua utilização. Em 1839 o presidente da Província Rio-Grandense, Conselheiro Saturnino de Souza Oliveira, definiu as jazidas do Curral Alto como “um combustível sem aplicação imediata”.
Uma nova jazida acabaria sendo descoberta em 1847 na fazenda da Boa Vista, junto ao Cerro do Roque, de propriedade da família do senhor Assis Almeida. Amostras desta propriedade também foram enviadas para análise.
Somente em 1853, o Presidente da Província, Luiz Vieira Cansação Sinimbú - o Visconde de Sinimbú, após apresentar relatórios detalhados e visionários sobre as jazidas encontradas conseguiu do Império o financiamento para início de uma pesquisa aprofundada, onde contatou o mineiro inglês James Johnson que estudou todo interior da nossa região a partir do Rio Jacuí. O início da mineração aconteceu em 1886 na localidade de Faxinal, atual município de Arroio dos Ratos. Sua importância foi tanta para o Império, que para a inauguração de mais um poço em 1887 estiveram presentes a Princesa Isabel e seu marido Conde D’Eu para prestigiar o momento de relevância histórica para a Coroa.

### Exploração da jazida
No ano de 1881 é que a história da exploração carbonífera em Butiá começou a ser escrita por Nicácio Machado, juntamente com o Tenente Coronel Antônio Patrício Azambuja e Gaspar Menezes, através de concessão imperial para explorar carvão. O responsável técnico era o engenheiro Eugênio Dänhe. Foi encontrado ferro e carvão de ótima qualidade nas proximidades do Arroio dos Cachorros. 
Porém, os trabalhos duraram somente até 1882, quando a empresa Holzweissig Companhia, que possuía os direitos de mineração em Arroio dos Ratos, através de decreto imperial, cassou a autorização de Nicácio Machado que teve que abandonar suas pesquisas e suas descobertas. Pelo período de 23 anos, compreendido entre 1882 a 1905, não há registros, nem sabe-se ao certo o que aconteceu com a história do território que viria ser Butiá. Apenas sabemos que em nosso país houve a passagem da Monarquia para a República.
Então, em 1906, ressurge Nicácio Machado com um pedido à Intendência Municipal de São Jerônimo para concessão de exploração, pesquisa e construção de uma estrada férrea para transporte do carvão a ser explorado. Somente o pedido da estrada férrea foi negado. Abraçaram a causa com suas economias a fim de financiar o espírito desbravador de Nicácio Machado, o engenheiro Guilherme Krumel, irmão do engenheiro Eugênio Dänhe, o ferreiro Felipe Steigleder e o jovem Luiz Custódio de Souza.
O poço que foi aberto e chegou a mais de 60 metros de profundidade e algumas galerias. O carvão extraído era levado por dezenas de carroças até o porto de São Jerônimo e de lá por pequenas lanchas até Porto Alegre. 
Em 1915 Alfredo Wiedmann, associa-se a Nicácio Machado e com capital estrangeiro fundam a Companhia Hulha Rio-Grandense, que seguiria investindo nos projetos de Nicácio Machado e na exploração do poço que já estava aberto. As dificuldades começaram a aparecer e, prestes a iniciar uma crise, surgiu a figura do Dr. Buarque de Macedo. Excelente administrador, Dr. Buarque deu nova vida e rumos à mineração carvoeira, reorganizando a Mina de Butiá e mudando de vez a história. 
Além de alterar o nome da empresa para Companhia Carbonífera Rio-Grandense, em 1917 foi aberto o primeiro poço voltado à mineração comercial, denominado Poço 1 – Borges de Medeiros, batizado com o nome do governador do Rio Grande do Sul da época. Em 1917 também foi conquistado o sonhado ramal férreo, que transportava o carvão explorado até o porto do Conde, afluente da margem direita do Rio Jacuí.  
Com a produção crescente, o carvão mineral começou a chamar atenção no cenário nacional, a tal ponto que em 1932 o Grupo Capitalista Martineli adquiriu todas as propriedades da Mina de Butiá, sob a direção de Roberto Cardoso. Através dele, a Carbonífera Rio-Grandense tornou-se uma das maiores empresas mineradoras do Brasil. A demanda cresceu tanto que um novo poço precisou ser aberto rapidamente. Com um projeto inovador, este poço foi construído em plano inclinado, com correia sem fim, o primeiro deste tipo em território nacional. Assim, em 1935, inaugurava-se o Poço 2 – Farroupilha, em homenagem ao centenário da Guerra dos Farrapos.
Para se fortalecer no mercado e tornar-se competitiva, em 1936 a Cia Estrada de Ferro e Minas de São Jerônimo, que administrava as jazidas de Arroio dos Ratos, fundiu-se com a Cia Carbonífera Rio Grandense, que administrava as jazidas de Butiá e formaram o CADEM – Consórcio Administrador de Empresas de Mineração. A consolidação financeira da empresa fez com que o nosso carvão salvasse o Brasil de um colapso energético, garantindo o funcionamento das locomotivas, dos barcos e das usinas termelétricas do Gasômetro em Porto Alegre, e outras usinas e indústrias pelo interior do estado.  

### Evolução social e cultural
A partir da década de 1940 inicia-se um grande salto para o pequeno distrito de Butiá que ainda pertencia ao município de São Jerônimo. Cada vez mais pessoas começavam a chegar procurando emprego, principalmente imigrantes ingleses, poloneses e espanhóis. Uma nova comunidade estava se formando e novas necessidades surgiam diariamente.
Da década de 1940 até à década de 1960 decorreu o auge da mineração em Butiá, chegando a ser apelidada de "Capital Nacional do Carvão". Nesse período foram construídas escolas, igrejas, CTG's, clubes, postos de saúde, um hospital, ruas eram abertas com frequência, e a cada novo poço de mineração aberto, surgia um novo conglomerado de casas e os primeiros bairros da cidade começavam a se formar.

### Crise
Passada a Segunda Guerra Mundial a produção no carvão havia tido um pequeno decréscimo, porém até então, nada prejudicial para a economia local. Mas, pegando todos de surpresa, em setembro de 1951 Roberto Cardoso, renunciou o cargo de Diretor da Companhia Carbonífera. Somado a isso em 1953 o Governo Federal passou a incentivar a importação de óleo combustível, fazendo o carvão perder espaço no mercado interno, reduzindo gradativamente a produção. Para piorar, os trens da Viação Férrea, as usinas da CEEE e outras indústrias começaram a adaptar suas caldeiras para queima de óleo, não optando mais pelo uso do carvão explorado em Butiá.
Em 1958 a crise tomou conta de vez de Butiá, os empregos diminuíram e as pessoas começaram a procurar centros industriais a fim de sobreviver. Foi então que um grupo de políticos butiaenses resolveu emancipar Butiá de São Jerônimo, apostando ser a única maneira de acabar com a crise, já que a população estava debandando e o município mãe, São Jerônimo, pouco estava preocupado com a situação de seu distrito.

### Emancipação
Butiá foi o primeiro distrito a se emancipar de São Jerônimo. Elevado a categoria de cidade pela lei estadual nº 4574 em 9 de outubro de 1963 através de plebiscito, emancipando-se do território de São Jerônimo. Em 17 de julho de 1965, pela lei 4995, deixou de ser chamado de Minas do Butiá e passou a chamar-se apenas Butiá. Seu principal distrito, Minas do Leão, foi elevado à categoria de cidade em 20 de março de 1992. A padroeira do município de Butiá é Santa Terezinha, que é comemorada dia 1º de outubro, junto da semana de aniversário do município. Porém a maior festa católica do município acontece em 4 de dezembro, dia de Santa Bárbara, que é padroeira dos mineiros. A primeira legislatura da Câmara de Vereadores foi de 1964 a 1968.
Pela Lei Municipal 3600/2017, Nicácio Machado foi instituído o Patrono do Município de Butiá, devido sua dedicação ao longo de sua vida para a exploração de carvão nas terras que viriam a se tornar esta cidade. Pela mesma lei, ficou definido o ano de 1881 como ano de fundação do território butiaense e, a atual Rua. Dr. Carlos Corrêa Rodrigues, rua que concentrou o Poço 1 - Borges de Medeiros, a segunda usina termelétrica do Brasil, os escritórios das mineradoras, a estação de trem e as oficinas das mineradoras, como Marco Zero do desenvolvimento urbano de Butiá, pois a partir dela em 1917 que todas as demais ruas da cidade foram construídas.

### Origem do nome
A palavra ‘butiá’ vem do tupi-guarani e está ligada a um grande misticismo indígena através de uma lenda. O pé de butiá também é considerada pelos índios uma árvore sagrada. Já o nome do município não está atribuído à presença indígena na nossa região. Na realidade recebemos esse nome devido a um solitário pé de butiá que ficava próximo à fazenda de dona Luiza Severina de Souza, e pelos idos de 1834 esta planta isolada servia como ponto de referência a quem passava pelas estradas próximas a localidade.
Chegaram a chamar a localidade de Serra do Butiá, porém nunca houve cerro ou serra nesta parte do distrito, assim como não havia butiazais. Apenas acabamos herdando o nome da planta solitária que marcava a localidade que anos mais tarde seria o entorno da região onde Nicácio Machado iniciaria suas pesquisas para exploração do carvão mineral. 

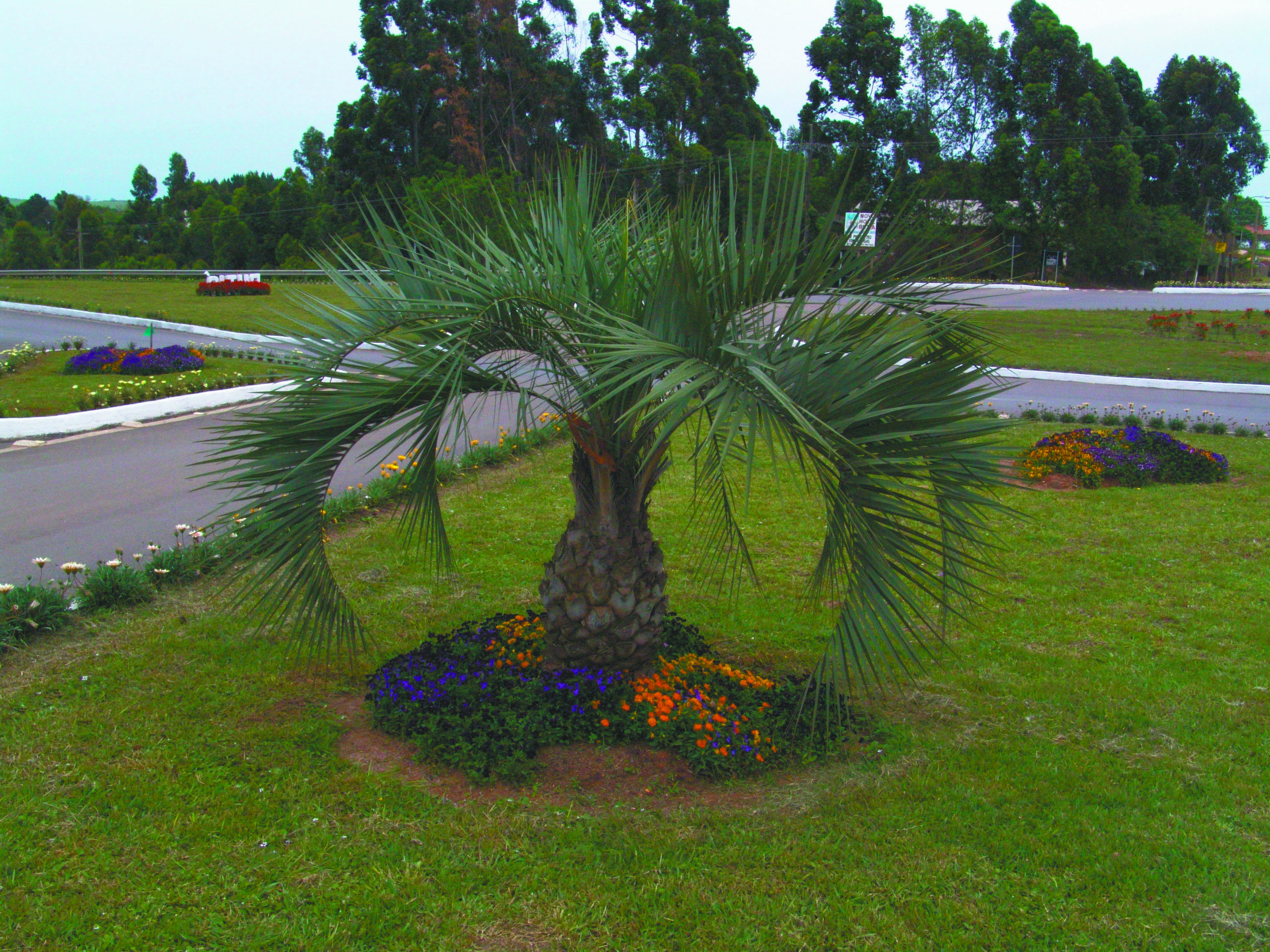
Pé de butiá plantada no trevo de acesso a cidade, na rodovia BR-290

## Prefeitos
| NOME                      | PARTIDO | MANDATO   | FOTO |
| ------------------------- | ------- | --------- | ---- |
| Ruy Saraiva               | PTB     | 1964-1968 |      |
| Marinho Bratkowski        | MDB     | 1969-1972 |      |
| Rubem Coelho Carvalho     | ARENA   | 1973-1976 |      |
| Ruy Saraiva               | MDB     | 1977-1982 |      |
| Rubem Coelho Carvalho     | ARENA   | 1983-1988 |      |
| Ademir Garcia Mendes      | PDT     | 1989-1992 |      |
| Marcelo de Assis Espinoza | PDT/PSB | 1993-1996 |      |
| Ademir Garcia Mendes      | PDT     | 1997-2000 |      |
| Fernando Ruskowski Lopes  | PPB     | 2001-2004 |      |
| Sérgio Severo Malta       | PTB     | 2005-2008 |      |
| Sérgio Severo Malta       | PPS     | 2009*     |      |
| Paulo Machado             | PT      | 2010-2012 |      |
| Paulo Machado             | PT      | 2012-2016 |      |
| Daniel Almeida            | PT      | 2017-2020 |      |
| Daniel Almeida            | PT      | 2021-2024 |      |

*Sérgio Severo Malta foi o primeiro prefeito reeleito de Butiá em mandato, e também foi o primeiro a falecer em exercício do mandato, o que aconteceu em dezembro de 2009. O Vice-Prefeito Paulo Machado (PT) foi empossado Prefeito para o restante do mandato em janeiro de 2010.

## Geografia
Localiza-se a uma latitude 30º07'11" sul e a uma longitude 51º57'44" oeste, estando a uma altitude de 71 metros. Sua população estimada em 2004 era de 21 153 habitantes. É banhada ao norte pelo Rio Jacuí na divisa com o município de General Câmara. Próximo à Vila histórica de Santa Amaro, no município de General Câmara, encontra-se a Barragem de Amarópolis, que permite o nivelamento do Rio Jacuí para navegação até os municípios de Rio Pardo e Cachoeira do Sul.

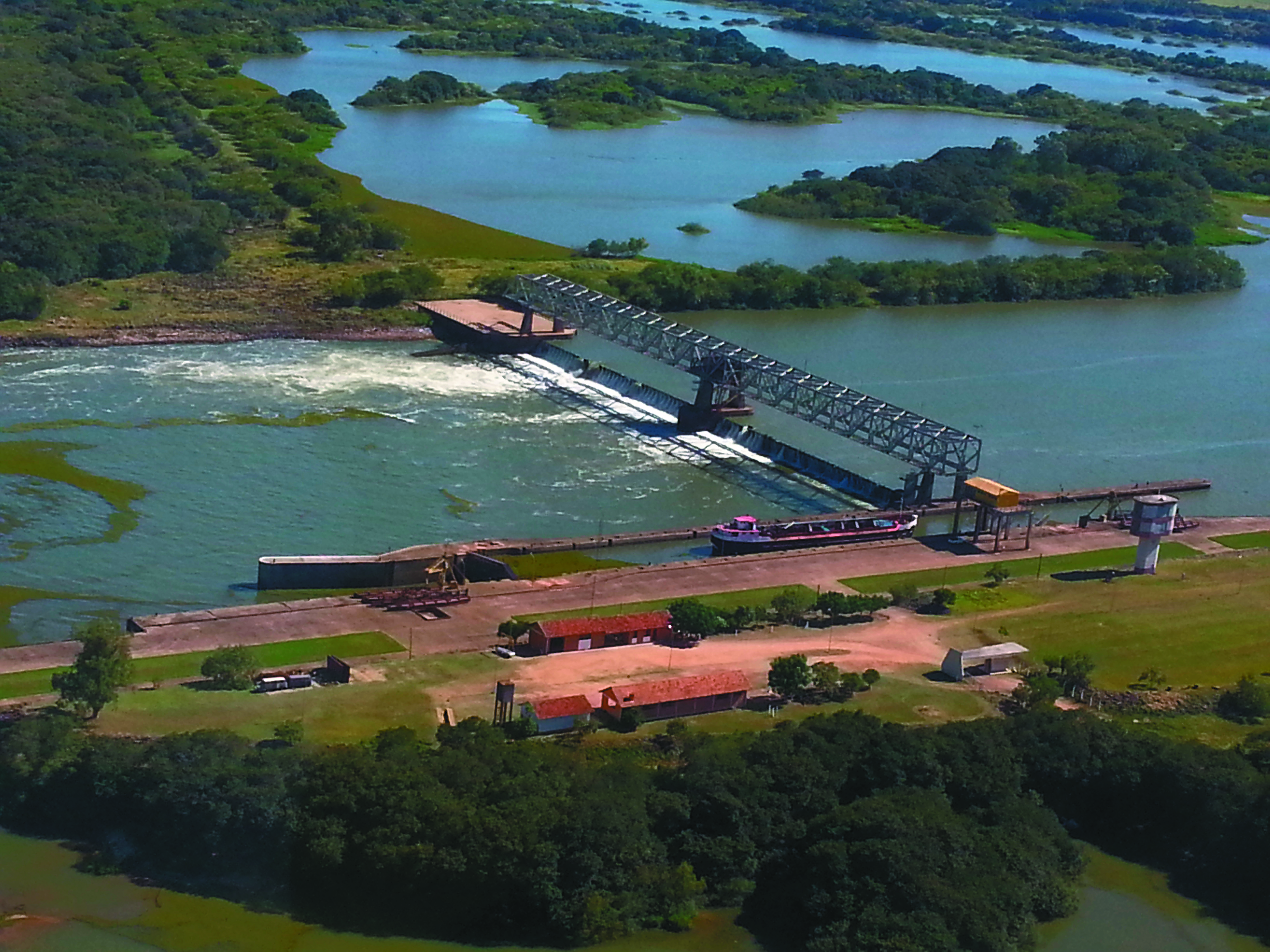
A construção da Barragem Eclusa de Amarópolis foi iniciada em 1971 e concluída em dezembro de 1974. A Eclusa fica no município de General Câmara, e sua extensão vai até a margem do Rio Jacuí, no município de Butiá.

## Economia
Butiá tem dois mercados bem definidos, a cadeia produtiva da mineração de carvão, e a cadeia produtiva da silvicultura, como a plantação de eucalipto para produção de celulose. Além de sua área urbana ser um grande polo comercial regional, com diversas opções gastronômicas, na zona rural destaca-se a agricultura, com muitos campos de plantação de soja, arroz e melancia; e a pecuária.